# ГЕС Neely Henry
ГЕС Neely Henry — гідроелектростанція у штаті Алабама (Сполучені Штати Америки). Знаходячись між ГЕС Вейсс (вище за течією) та ГЕС Логан-Мартін, входить до складу каскаду на річці Куса, правій твірній річки Алабама (дренує південне завершення Аппалачів та після злиття з Томбігбі впадає до бухти Мобіл на узбережжі Мексиканської затоки).
У межах проекту річку перекрили комбінованою греблею висотою від тальвегу 16 метрів (від підошви фундаменту — 32 метри), яка включає центральну бетонну частину довжиною 262 метри та бічні земляні ділянки довжиною 1234 метри. Вона утримує витягнуте по долині Куси на 126 км водосховище з площею поверхні 45,5 км2 та об'ємом 150 млн м3 (корисний об'єм 38 млн м3), в якому припустиме коливання рівня у операційному режимі між позначками 153,9 та 154,8 метра НРМ.
Інтегрований у греблю машинний зал обладнали трьома пропелерними турбінами потужністю по 24,3 МВт, які при працюють при напорі у 13 метрів.
Видача продукції відбувається по ЛЕП, розрахованій на роботу під напругою 115 кВ.